# شاهدخت تاشیراکا
شاهدخت تاشیراکا (انگلیسی: Princess Tashiraka؛ زادهٔ ۱ ژانویهٔ ۰۴۵۰) یکی از امپراتریس‌های ژاپن ، همسر امپراتور کیتای اهل ژاپن بود.